# Pareuxesta obscura
Pareuxesta obscura är en tvåvingeart som beskrevs av Daniel William Coquillett 1901. Pareuxesta obscura ingår i släktet Pareuxesta och familjen fläckflugor. Inga underarter finns listade i Catalogue of Life.